# Li Chengjiang
Li Chengjiang (em chinês: 李成江, pinyin: Lǐ Chéngjiāng; Changchun, Jilin, 28 de abril de 1979) é um ex-patinador artístico chinês, que competiu no individual masculino.. Ele já ganhou vários títulos nacionais e várias medalhas no Campeonato dos Quatro Continentes, e competiu no Jogos Olímpicos de Inverno duas vezes, é membro do Changchun Club.

## Principais resultados
| Resultados                                                                                                | Resultados       | Resultados      | Resultados        | Resultados       | Resultados        | Resultados        | Resultados        | Resultados        | Resultados        | Resultados    | Resultados       | Resultados        | Resultados    | Resultados    | Resultados    | Resultados    | Resultados    | Resultados    |
| Internacional                                                                                             | Internacional    | Internacional   | Internacional     | Internacional    | Internacional     | Internacional     | Internacional     | Internacional     | Internacional     | Internacional | Internacional    | Internacional     | Internacional | Internacional | Internacional | Internacional | Internacional | Internacional |
| Evento/Temporada                                                                                          | 1996– 1997       | 1997– 1998      | 1998– 1999        | 1999– 2000       | 2000– 2001        | 2001– 2002        | 2002– 2003        | 2003– 2004        | 2004– 2005        | 2005– 2006    | 2006– 2007       | 2007– 2008        | 2008– 2009    |               |               |               |               |               |
| --- | ---------------- | --------------- | ----------------- | ---------------- | ----------------- | ----------------- | ----------------- | ----------------- | ----------------- | ------------- | ---------------- | ----------------- | ------------- | ------------- | ------------- | ------------- | ------------- | ------------- |
| Jogos Olímpicos                                                                                           |                  |                 |                   |                  |                   | 9.º               |                   |                   |                   | 16.º          |                  |                   |               |               |               |               |               |               |
| Campeonato Mundial                                                                                        |                  |                 |                   | 5.º              | 7.º               | 5.º               | 4.º               | 10.º              | 5.º               | 9.º           |                  | 23.º              |               |               |               |               |               |               |
| Campeonato dos Quatro Continentes                                                                         |                  |                 | Medalha de prata  | Medalha de prata | Medalha de ouro   |                   | Medalha de bronze |                   | Medalha de prata  |               |                  | 6.º               | 11.º          |               |               |               |               |               |
| GP Grand Prix Final                                                                                       |                  |                 |                   |                  |                   |                   |                   |                   | Medalha de bronze |               |                  |                   |               |               |               |               |               |               |
| GP Bofrost Cup on Ice                                                                                     |                  |                 |                   |                  | Medalha de bronze | Medalha de bronze | Medalha de bronze |                   |                   |               |                  |                   |               |               |               |               |               |               |
| GP Cup of China                                                                                           |                  |                 |                   |                  |                   |                   |                   | Medalha de bronze | Medalha de prata  | 8.º           | WD               | 11.º              |               |               |               |               |               |               |
| GP Cup of Russia                                                                                          |                  |                 |                   |                  |                   |                   | Medalha de prata  | Medalha de prata  |                   |               |                  |                   | 11.º          |               |               |               |               |               |
| GP NHK Trophy                                                                                             |                  |                 | Medalha de bronze |                  | Medalha de bronze |                   | Medalha de bronze |                   |                   |               | 4.º              | 12.º              |               |               |               |               |               |               |
| GP Skate America                                                                                          |                  |                 |                   |                  |                   | 7.º               |                   |                   |                   |               |                  |                   |               |               |               |               |               |               |
| GP Skate Canada International                                                                             |                  |                 |                   |                  | 9.º               |                   |                   | 8.º               |                   |               |                  |                   |               |               |               |               |               |               |
| Jogos Asiáticos                                                                                           |                  |                 | Medalha de ouro   |                  |                   |                   | Medalha de prata  |                   |                   |               | Medalha de prata |                   |               |               |               |               |               |               |
| Universíada                                                                                               | 4.º              |                 |                   |                  |                   |                   |                   |                   |                   |               |                  |                   |               |               |               |               |               |               |
| Internacional – Júnior                                                                                    |                  |                 |                   |                  |                   |                   |                   |                   |                   |               |                  |                   |               |               |               |               |               |               |
| Campeonato Mundial Júnior                                                                                 | 12.º             | 7.º             |                   |                  |                   |                   |                   |                   |                   |               |                  |                   |               |               |               |               |               |               |
| Nacional                                                                                                  |                  |                 |                   |                  |                   |                   |                   |                   |                   |               |                  |                   |               |               |               |               |               |               |
| Campeonato Chinês                                                                                         | Medalha de prata | Medalha de ouro | Medalha de ouro   | Medalha de prata | Medalha de ouro   | Medalha de ouro   |                   | Medalha de ouro   |                   |               | Medalha de ouro  | Medalha de bronze |               |               |               |               |               |               |
| |                  |                 |                   |                  |                   |                   |                   |                   |                   |               |                  |                   |               |               |               |               |               |               |
| Legenda: GP = Grand Prix; WD = Abandonou; Competição não foi disputada; Competição não fez parte do GP/CS |                  |                 |                   |                  |                   |                   |                   |                   |                   |               |                  |                   |               |               |               |               |               |               |